# 응오타인번
응오타인번(베트남어: Ngô Thanh Vân, 한자: 吳清雲(오청운), 1979년 2월 26일 ~ )은 베트남의 배우이다. 영어 이름 베로니카 응오(Veronica Ngo)로도 알려져 있다. 다년간의 액션 영화 출연 경력을 가지고 있고, 스타워즈의 8편 《스타워즈: 라스트 제다이》에서 페이지 티코 역으로 출연해 유명해졌다. 2019년 주연 액션 영화 《분노》가 넷플릭스에 공개되었다. 어린 시절이던 10살에 가족들과 함께 노르웨이로 이주했다가 연예계 활동을 위해 베트남으로 귀환한 경력을 갖고 있다.
2017년 출연작 《디자이너》의 부산 국제 영화제 초청으로 방한하였다.

## 생애와 경력
1979년 짜빈성 출신. 10세 때 가족과 함께 노르웨이로 이주했다. 공산국가였던 베트남에서 접할 수 없었던 자유주의 사상을 알고서 연예인의 꿈을 키운다. 1999년 베트남에서 우먼스 월드 매거진이 주최하는 미인 대회가 열린다는 소식을 듣고, 베트남으로 돌아와 직접 대회에 나가서 2위의 성적을 거두며 베트남 연예계의 화제가 되었다. 이를 계기로 HTV에서 TV 단편 드라마에 출연 제안을 받고 연기자가 되었다. 다만 가수 활동 의향도 있었던 그녀는 곧 2002년 댄스 가수로도 데뷔한다. 성과는 기대 이상이었고 인기 가수 뚜언흥과 듀엣 앨범 《사랑의 정원》도 발표한다. 2004년까지는 가수 활동에 더 전념하였다.
2004년 드라마 《로그》의 주연으로 출연하였고, 2006년에 영화 《사이공 러브 스토리》에서 첫 주인공 역을 맡는다. 여기서 그녀는 가수 경력을 극대화할 수 있는 댄스 가수 역을 맡았다. 이듬해 출연한 액션 영화 《더 레블: 영웅의 피》가 베트남 최고의 흥행 영화가 되었고 그녀의 커리어도 성장한다. 2009년 개봉한 또 다른 액션 영화 《클래쉬》에서는 범죄조직의 암살자 역으로 강한 액션 연기를 선보였고, 베트남 영화제 여우주연상을 수상한다.
2008년에는 음악 예능쇼의 진행자를 맡고, 2010년에는 베트남판 '댄싱 위드 스타' 시즌 1의 게스트로 참가해 첫 우승자가 된다.
2010년대부터 해외에 진출하였다. 첫 작품은 넷플릭스에서 제작하는 《와호장룡: 운명의 검》이었다. 다음으로는 스타워즈의 8번째 작품 《스타워즈: 라스트 제다이》과 또 다른 넷플릭스 영화 《브라이트》에 출연하여 커리어를 이어가고 있다.

## 출연작 목록

### 영화
| 연도 | 제목                    | 원제                     | 배역        | 비고           |
| ---- | ----------------------- | ------------------------ | ----------- | -------------- |
| 2006 | 사이공 러브 스토리      | Ngôi Nhà bí ẩn           | 다오지엔쭉  |                |
| 2006 | 2 trong 1               |                          |             |                |
| 2007 | 더 레블: 영웅의 피      | Dòng máu anh hùng        | 보타인투이  |                |
| 2009 | 클래쉬                  | Bẫy rồng                 | 찐          |                |
| 2009 | Biệt đội ưng biển       |                          |             |                |
| 2012 |                         | Ngọc viễn đông           |             |                |
| 2012 | 하우스 인 디 앨리       | Ngôi nhà trong hẻm       | 타오        |                |
| 2013 | 일대고수                | Lửa Phật                 | 아인        |                |
| 2015 | 로스트 드래곤           | Ngày nảy ngày nay        | 단느엉      |                |
| 2016 | 비트코인 하이스트       | Siêu trộm                | 끼          |                |
| 2016 | 와호장룡: 운명의 검     | 臥虎藏龍：青冥寶劍       | 맨티스      |                |
| 2016 | 천하대전: 왕좌의 전쟁   | Tấm Cám: Chuyện chưa kể  | 지개        | 본인 연출 작품 |
| 2017 | 디자이너                | Cô Ba Sài Gòn            | 탄마이      |                |
| 2017 | 스타워즈: 라스트 제다이 | Star Wars: The Last Jedi | 페이지 티코 |                |
| 2017 | 브라이트                | Bright                   | 티엔        |                |
| 2018 |                         | Về quê ăn Tết            | 더우싸인    |                |
| 2018 | 더 탭 박스              | Song lang                |             |                |
| 2019 | 분노                    | Hai Phượng               | 하이프엉    |                |
| 2020 | Da 5 블러드             | Da 5 Bloods              | 하노이 해나 |                |
| 2020 | 올드 가드               | The Old Guard            | 꾸잉        |                |